# شبستر
شَبِستَر (به ترکی آذربایجانی:گۆنئی) چهاردهمین شهر از لحاظ جمعیت در استان آذربایجان شرقی  و یکی از شهرهای غربی استان آذربایجان شرقی و مرکز شهرستان شبستر است. تاریخ این شهر به دوران شکانیان و قبل از آن یعنی سرزمین آریایی ها نیز می‌رسد که در سال ۱۳۰۷ به شهرستان تبدیل شد موقعیت این شهر در ۶۵ کیلومتری شمال غرب تبریز واقع شده‌است. شبستر به دلیل همجواری با تبریز دومین شهرستان صنعتی استان آذربایجان شرقی محسوب می‌شود. و به دلیل فعالیت چندین دانشگاه در سطح این شهرستان، شبستر به شهر دانشگاهی استان معروف است.شهرستان شبستر ۱۱ شهر دارد که در هیچکدام از شهرستان‌های کشور شهرستانی نداریم که خود به تنهایی ۱۱ شهر داشته باشد.

شبستر با ارتفاع ۱,۴۰۰ متر. در منطقۀ کوهپایۀ جنوبی میشوداغ در ۵۷۵‌ کیلومتری شمال غربی تهران و ۵۴‌ کیلومتری غرب شمالی تبریز، سر راه تبریز به خوی و سلماس و ارومیه و اشنویه و پیرانشهر، قرار دارد. خط‌ آهن تبریز به ترکیه از کنار این شهر می‌گذرد.

## نام
برخی بر این باورند که نام شبستر عربی شده چوستر يا چَوسِتَر يا چيستر و يا چي چستر است و چی چست (چیچست)در زبان پهلوی به معنای کوه و کوهسار است و  تر پسوند آن است و روی هم رفته معنی کوهپایه می‌دهد. در زبان های ایرانی به شب شو میگویند .روایت دیگر این واژه از دو کلمه ی شو و استر یا استار تشکیل شده به معنای شب پر ستاره.

## پیشینه

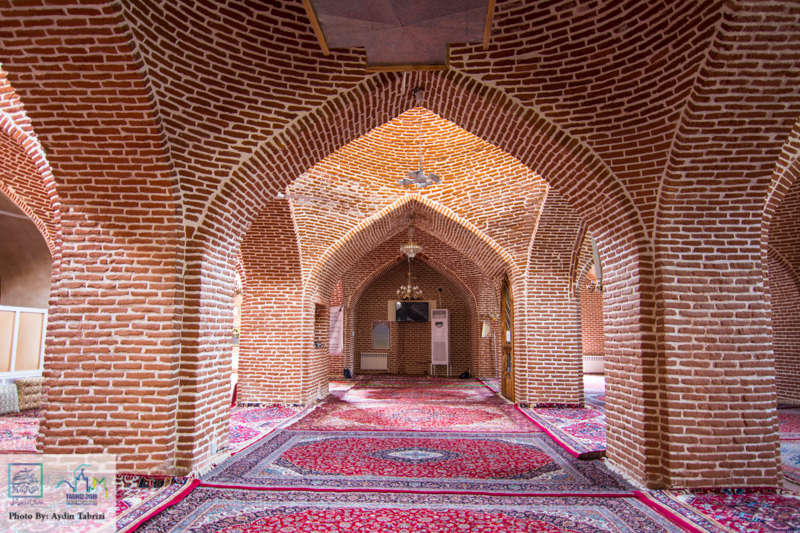
مسجد جامع شبستر

برپایهٔ اسناد و آثار تاریخی همچون تپهٔ حسنلو در روستای دیزج‌خلیل و مکان‌های باستانی روستای تیل و شهر کوزه کنان «شهری است در حدود ده فرسخی تبریز» با جمعیتی در حدود ۱۰۰۰۰ نفر. این شهر در قسمت غربی شهرستان شبستر و در بخش موسوم به گونئی مرکزی قرار دارد. گونئی به معنای آرانک و در نهایت ارونق می‌باشد.
یاقوت حمدی در معجم البلدان آورده‌است که در کوزه کنان ۷۵۰۰۰ خانوار زندگی می‌کنند. و کول‌تپه در قره‌تپه ثابت شده که منطقهٔ شبستر پیش از ورود آریایی‌ها به فلات ایران مسکونی بوده و حکومت‌های محلی اورارتو و ماننا بر این منطقه تسلط داشته‌اند. همچنین آرامگاه شیخ محمود شبستری درگذشتهٔ سال ۷۲۰ هجری در شبستر قرار دارد و نیز تیمور لنگ پس از فتح تبریز در سال ۷۷۸ هجری وارد شبستر شده و در این باره می‌نویسد:
در روزهای آخر جنگ تبریز، شیخ مسعود نوهٔ شیخ محمود شبستری از شبستر نزد من آمد و مثل دیگران شفاعت سکنهٔ تبریز را کرد و از من خواهش نمود که بعد از غلبه بر تبریز، شهر را مورد قتل‌عام و تاراج قرار ندهم و چون قسمتی از سکنهٔ شهر یعنی اهالی محلهٔ شام بر سلطان احمد شوریدند، دورهٔ جنگ کوتاه شد. من از این‌که تبریز را گشودم و از قتل‌عام و تاراج صرف‌نظر نمودم، قبل از این‌که وارد آذربایجان شوم، میل داشتم که اگر روزی قدم به آن سرزمین گشودم، به شبستر بروم و بر سر مزار شیخ محمود شبستری فاتحه بخوانم و برای وی طلب آمرزش کنم؛ چون آن مرد نیکوکار بر گردن من حق داشت؛ زیرا من از خواندن کتاب او به‌نام گلشن راز خیلی چیزها آموختم و شیخ محمود شبستری در آن کتاب مرا با اسرار ازلی و ابدی آشنا کرد. کتاب او با این‌که کوچک است، اما چون گوهر می‌باشد و با وجود کوچکی قیمت بسیار دارد.

## فرهنگ
شبستر زادگاه شاعران و عارفان بسیاری نظیر محمد خیابانی و میرزا علی معجز شبستری شاعر طنز سرای برجسته آذربایجان است. شیخ محمود شبستری صاحب آثاری همچون حق‌الیقین، سعادت‌نامه و مثنوی گلشن راز از مهم‌ترین مشاهیر این شهر محسوب می‌گردد؛ به گونه‌ای که مرتضی مطهری در کتاب اسلام‌شناسی راجع به وی می‌نویسد:
شیخ محمود شبستری آفرینندهٔ منظومهٔ عرفانی بسیار عالی موسوم به گلشن راز بوده که این اثر یکی از کتب بسیار عالی به‌شمار می‌آید و نام سرایندهٔ خویش را جاوید ساخته‌است.
مهرداد شبستری، نویسنده و شاعر معاصر، دیگر کسی است که باید از او میان این هنرمندان نام برد. از آثار او می‌توان به زیر گنبد کبود، پاییز گل سرخ و در سایه روشن سپیده‌دم اشاره کرد.

## مردم

### جمعیت
براساس نتایج سرشماری عمومی نفوس و مسکن در سال ۱۳۹۰، جمعیت شهرستان شبستر در حدود ۱۲۴۴۹۹ نفر (۳٫۳ درصد جمعیت استان) و جمعیت مرکز این شهرستان ۱۵۶۶۳ نفر برآورد شده‌است. جمعیت شهری این شهرستان ۶۰۳۹۳ نفر و جمعیت روستایی آن ۶۴۱۰۶ نفر و تعداد خانوار آن ۳۷۳۸۶ خانوار است.

### زبان
مردم شبستر به زبان ترکی آذربایجانی یا ترکی آذری سخن می‌گویند.

## جاذبه‌های گردشگری
دریاچه ارومیه و جزایر و بنادر آن، آبشار عیش‌آباد و ارتفاعات منطقه از جاذبه‌های طبیعی شهرستان شبستر محسوب می‌شوند. بناهای تاریخی و دیدنی متعدد حکایت از قدمت تاریخی منطقه دارند. مساجد شبستر در ردیف مکان‌های دیدنی به‌شمار می‌آیند. در تسوج مسجد زیبایی وجود دارد که مسجد یادگار شاه نامیده می‌شود. هم چنین قبور عارفان و مشاهیر مانند: مقبره شیخ محمود شبستری و مزار پیررجب در کنار شهر تاریخی سیس و مقبره شیخ اسماعیل سیسی از مکان‌های دیدنی منطقه به‌شمار می‌آیند.
آبشارعیش آباد شبستر: این آبشار در قسمت کوهستانی میشو غربی در نزدیکی روستای عیش‌آباد واقع شده‌است. بخشی از جاده منتهی به محوطه آبشار اتومبیل رو وبخشی دیگر خاکی است. آبشار عیش‌آباد حدود ۱۵ متر ارتفاع دارد. محوطه پیرامون آبشار را کوه و دره زیبایی دربر گرفته‌است.

## مجله‌های علمی
مجله International Journal of Forest, Soil and Erosion از آبان ماه ۱۳۹۰ در شبستر به صورت فصلنامه منتشر می‌شود.